# Westerschouwen
Westerschouwen is een voormalige gemeente in de Nederlandse provincie Zeeland. De gemeente ontstond op 1 januari 1961 door samenvoeging van de gemeenten Burgh, Haamstede, Noordwelle, Renesse en Serooskerke. Het gemeentehuis stond in Haamstede. Sinds de gemeentelijke herindeling van 1 januari 1997 maakt het gebied deel uit van de gemeente Schouwen-Duiveland.
De gemeente had een sterk toeristisch karakter door badplaatsen als Renesse, Nieuw-Haamstede en Westenschouwen. De duinen op de Kop van Schouwen, tussen Westenschouwen en Nieuw-Haamstede, behoren tot de breedste van Nederland. In 1996, een jaar voor de opheffing, had de gemeente 6100 inwoners; de oppervlakte bedroeg 124,88 km², waarvan 65,78 km² water.

## Wapen en vlag
Het gemeentewapen werd samengesteld uit de wapens van de vijf samengevoegde gemeenten. In het hartschild staat het wapen van bestuurscentrum Haamstede, de overige vier wapens nemen allen een kwart van het schild in. Door dit wapen werd de herinnering aan de vroegere zelfstandigheid van de gemeenten levend gehouden zonder een ervan voor te trekken. Het resultaat was wel dat het wapen voor de stropdassenfabrikant een lastige opgave vormde. Het wapen werd bevestigd op 19 augustus 1961.

De gemeentevlag was geel met een andreaskruis waarvan de rechter schuinbalk blauw en de linker rood was. Het kruis had een witte contour en op het snijpunt ervan was een wit schild met een zwarte toren, gelijk aan het wapen van Burgh, geplaatst. De vlag werd vastgesteld door de gemeenteraad op 31 mei 1966.